# 默里迪恩鎮區 (伊利諾伊州克林頓縣)
默里迪恩鎮區（英語：Meridian Township）是位於美國伊利諾伊州克林頓縣的一個行政鎮區。

## 地方資料
根據2010年美國人口普查的數據，默里迪恩鎮區的面積為95.50平方千米，當中陸地面積為95.40平方千米，而水域面積為0.10平方千米。當地共有人口549人，而人口密度為每平方千米5.75人。